# Grupo Calvo
La Luis Calvo Sanz S.A. - nota semplicemente come Grupo Calvo - è una multinazionale spagnola del settore alimentare. Gruppo a conduzione familiare fondato nel 1940, produce conserve alimentari ittiche, ed ha sede a Carballo, provincia della Coruña.

## Storia
Alla fine del XIX secolo, il leonese José Calvo Pérez, emigrato a Cuba, fece ritorno nella sua città natale, dove creò un'attività di commercio di prodotti coloniali. Questi si trasferì poi in Galizia, nella cittadina di Carballo, provincia della Coruña, dove nel 1900 aprì un negozio di colonie e generi alimentari. Morto nel 1908, l'attività venne ereditata dalla vedova e dal figlio Luis Calvo Sanz (1897-1980), che dopo la fine della guerra civile spagnola, si interessò alla produzione di conserve alimentari, e nel 1940 impiantò una fabbrica di carne in scatola su una fattoria di sua proprietà. Nel 1942, la produzione venne estesa a quella del tonno in scatola, che come la carne fu commercializzata con il marchio Raiola.
Nel 1952, Calvo si recò in una fabbrica di Vigo, dove assistette al funzionamento di un macchinario per l'imballaggio di produzione francese. Rimasto ben impressionato dal funzionamento del macchinario, nel 1956, Calvo ne acquistò uno e lo modificò per l'inscatolamento del tonno. L'idea permise alla sua azienda di produrre 36 scatolette al minuto, e di esportarne 1.000 di 12 unità da 2 kg ciascuno verso gli Stati Uniti.
Negli anni settanta, alla direzione dell'azienda si insediarono i figli del fondatore, José Luis, Manuel e Luciano Calvo Pumpido. Calvo introdusse per prima in Spagna la qualità di tonno pinne gialle. Nel 1978, vennero messe sul mercato le confezioni da tre lattine per 80 g ciascuno; nello stesso anno, Calvo mandò in onda il suo primo spot televisivo, con protagonisti gli attori Jesús Puente e Juanjo Menéndez, grazie al quale il marchio acquisì maggiore popolarità in Spagna.
A partire dal 1981, Calvo avviò la sua politica di internazionalizzazione con l'apertura di uno stabilimento a Guanta, in Venezuela, che però chiuse qualche anno dopo. In seguito aprì altri stabilimenti a Esteiro (1986) ed El Salvador (2004), e rilevò aziende estere del settore, quali l'italiana Nostromo (1993) e la brasiliana Gomes da Costa (2004).
Nel 2012, nell'azionariato del Gruppo Calvo fa ingresso la multinazionale italiana Bolton Group - che produce il tonno Rio Mare - che acquista il 40% delle azioni, e ne diviene partner industriale.
Nel 2016, il Gruppo iberico riceve il Premio Emprendedor del año 2016 de EY, nella categoria delle imprese familiari.

## Informazioni e dati
Il Grupo Calvo con sede sociale a Carballo, è una multinazionale a conduzione familiare del settore delle conserve ittiche, che produce e commercializza tonno in scatola e a filetti, insalate di tonno, sgombro, sardine e salmone. La società capogruppo è la Luis Calvo Sanz S.A. ed opera con i marchi Calvo, Nostromo (in Italia) e Gomes da Costa (Brasile e Sudamerica). È la seconda azienda spagnola del suo settore, per dimensioni e fatturato.
L'attività di trasformazione e confezionamento dei prodotti avviene in quattro stabilimenti di produzione, due in Spagna (Carballo ed Esteiro), uno in El Salvador (La Unión), uno in Brasile (Itajaí). Possiede 9 filiali commerciali (Spagna, Italia, Argentina, Brasile, Costa Rica, El Salvador e Guatemala) e i suoi prodotti vengono commercializzati in 71 paesi nel mondo. Possiede una flotta composta da 7 navi tonniere, 2 navi mercantili e 2 navi di supporto logistico, che impiega 401 collaboratori.
Nel 2017 il Gruppo spagnolo impiegava complessivamente 5.326 dipendenti, ha avuto una capacità produttiva di 102.971 tonnellate, e realizzava un fatturato di 618,3 milioni di euro, ed un utile netto di 50,2 milioni. Il 51% delle vendite avvengono in Brasile, seguito da Spagna (18%) e Italia (17%). In Spagna, in particolare, è leader nelle vendite con una quota di mercato del 20%.